# Pascal Bruckner
Pascal Bruckner (Parijs,  15 december 1948) is een Franse schrijver en essayist.
Pascal Bruckner werd op 15 december 1948 in Parijs geboren als zoon van ingenieur René en docent Monique Bruckner en bracht zijn jeugd door tussen Oostenrijk, Zwitserland en Frankrijk.  In zijn in 2014 verschenen autobiografie Un bon fils vertelt Bruckner dat zijn vader een fervent antisemiet en nazi-aanhanger was.. In hetzelfde boek verhaalt Bruckner ook van de mishandelingen die hem en zijn moeder van de hand van zijn ten deel vielen.
Bruckner volgt de middelbare school in Parijs (Lycée Henri-IV) waar hij vrienden wordt met Alain Finkielkraut en studeert aan verschillende universiteiten in Parijs Paris I, Paris VII en ook de École pratique des hautes études. Hij promoveert in 1975 aan de Université Paris VII bij Roland Barthes. Bruckner maakt deel uit van de jury van de Prix Goncourt. In 2021 was hij een van de leden van een comité dat pleitte voor het bijzetten van Frans-Amerikaanse Joséphine Baker in het Panthéon in Parijs.

## Thematiek
In de jaren tachtig van de twintigste eeuw werd Bruckner samen met andere schrijvers en filosofen als Bernard-Henry Lévi, Alain Finkielkraut en André Glucksmann gerekend tot de ‘Nouveaux Philosophes’ een groep die zich afzette tegen de (marxistisch)linkse denkbeelden en later ook tegen poststructuralistische denkers als Michel Foucault, Jacques Derrida en Gilles Deleuze.
In zijn boek Un coupable presque parfait : la construction du bouc-émissaire blanc (Nederlands: Schuldig over de hele lijn. Hoe de witte man de ideale zondebok werd) uit 2020 beschrijft Bruckner in drie onderdelen hoe het Kwaad van het 'wokisme' nu de witte man als zondebok heeft aangewezen. Volgens Bruckner zijn er drie nieuwe grondslagen: ras, geslacht en identiteit in de huidige maatschappij waarbij de 'witte heteroseksuele man steeds het schurftige schaap is. In Un coupable parfait neemt hij dan ook stelling tegen wat hij het ‘nieuwe feminisme’ (het radicaal feminisme), het ‘nieuwe antiracisme’ noemt, en tegen de MeToo-beweging en het ‘dekolonisatie vertoog’.

## Publicaties

### Essays
- Fourier, Parijs, Le Seuil (1975)
- Le Nouveau Désordre amoureux (in samenwerking met Alain Finkielkraut), Parijs, Le Seuil (1977)
- Au coin de la rue, l’aventure (in samenwerking met Alain Finkielkraut), Paris, Le Seuil (1979)
- Le Sanglot de l'homme blanc : Tiers-Monde, culpabilité, haine de soi, Parijs, Le Seuil (1983)
- La Mélancolie démocratique, Parijs, Le Seuil (1990)
- La Tentation de l'innocence, Parijs, Grasset (1995)
- Le Vertige de Babel. Cosmopolitisme ou mondialisme, Arlea poche (1999)
- L'Euphorie perpétuelle : essais sur le devoir de bonheur, Parijs, Grasset (2000)
- Misère de la prospérité : La religion marchande et ses ennemis, Parijs, Grasset (2002)
- La Tyrannie de la pénitence : Essai sur le masochisme Occidental, Parijs, Grasset (2006)
- Le Paradoxe amoureux, Parijs, Grasset (2009)
- Le Mariage d’amour a-t-il échoué ?, Parijs, Grasset (2010)
- Le Fanatisme de l’apocalypse. Sauver la Terre, punir l'Homme, Parijs, Grasset-Fasquelle (2011)
- La Sagesse de l'argent, Parijs, Grasset, (2016)
- Un racisme imaginaire : la querelle de l’islamophobie, Parijs, Grasset-Fasquelle (2017)
- Une brève éternité : philosophie de la longévité, Parijs, Grasset, (2019)
- Zohra Bitan (hoofdredacteur), #JeSuisMila #JeSuisCharlie #NousSommesLaRépublique : 50 personnalités s'expriment sur la laïcité et la liberté d'expression'', Seramis (2020)
- Un coupable presque parfait : la construction du bouc-émissaire blanc, Grasset (2020) In het Nederlands vertaald door Wouter Meeuws als Schuldig over de hele lijn. Hoe de witte man de ideale zondebok werd, Davidfonds, (2021)

### Romans en verhalen
- Allez jouer ailleurs, Parijs, Le Sagittaire (1976)
- Lunes de fiel, Parijs, Le Seuil (1981)
- Parias, Parijs, Le Seuil (1985)
- Qui de nous deux inventa l'autre ?, Parijs, Gallimard (1988)
- Le Divin Enfant, Parijs, Le Seuil (1992)
- Les Voleurs de beauté, Parijs, Grasset (1997)
- Les Ogres anonymes, Parijs, Grasset (1998)
- L'Amour du prochain, Parijs, Grasset (2005)
- Mon petit mari, Parijs, Grasset (2007)
- La Maison des anges, Parijs, Grasset (2013)
- Un bon fils, Parijs, Grasset (2014)
- Un an et un jour, Parijs, Grasset (2018)